# トラバース島

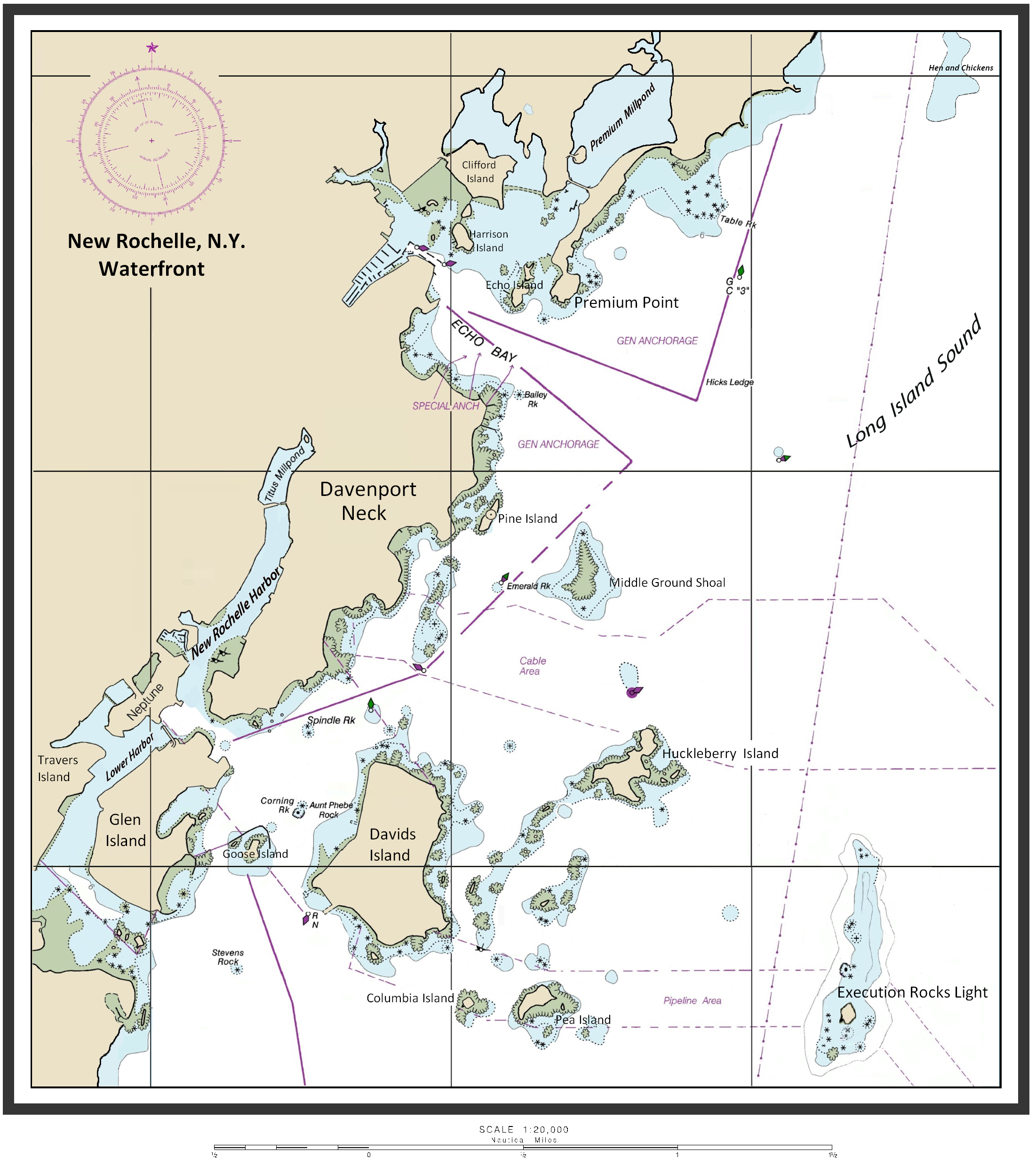
ニューロシェル ウォーターフロント（トラバース島は左下部）

トラバース島 (Travers Island) とは、米国ニューヨーク州ウエストチェスター郡ニューロシェル市にありロングアイランド湾に面した、かつて島であった場所で、ニューロシェルのロアーハーバーにあり、ネプチューン島、グレン島、およびペラムベイパークのハンター島に囲まれた 30 エーカーほどの土地。もともとは本土との間に細い水路があり、これにより隔離された島で、コーズウェイ（土手道）で本土と往来していた。現在、水路は埋め立てられて本土と一体化し、半島状の地形となっている。
トラバース島は現在、ニューヨーク・アスレチック・クラブの夏季施設用地として使用されている。